# Обервилије
Обервилије (фр. Aubervilliers) град је у Француској у Париском региону, у департману Сена-Сен Дени.
По подацима из 2006. године број становника у месту је био 73.506.

## Демографија
| 1962.  | 1968.  | 1975.  | 1982.  | 1990.  | 1999.  | 2006.  | 2011.  |
| ------ | ------ | ------ | ------ | ------ | ------ | ------ | ------ |
| 70.632 | 73.695 | 72.976 | 67.719 | 67.557 | 63.136 | 73.506 | 75.598 |

## Партнерски градови
- Јена
- Емполи